# Alexander Dennis Enviro200 MMC

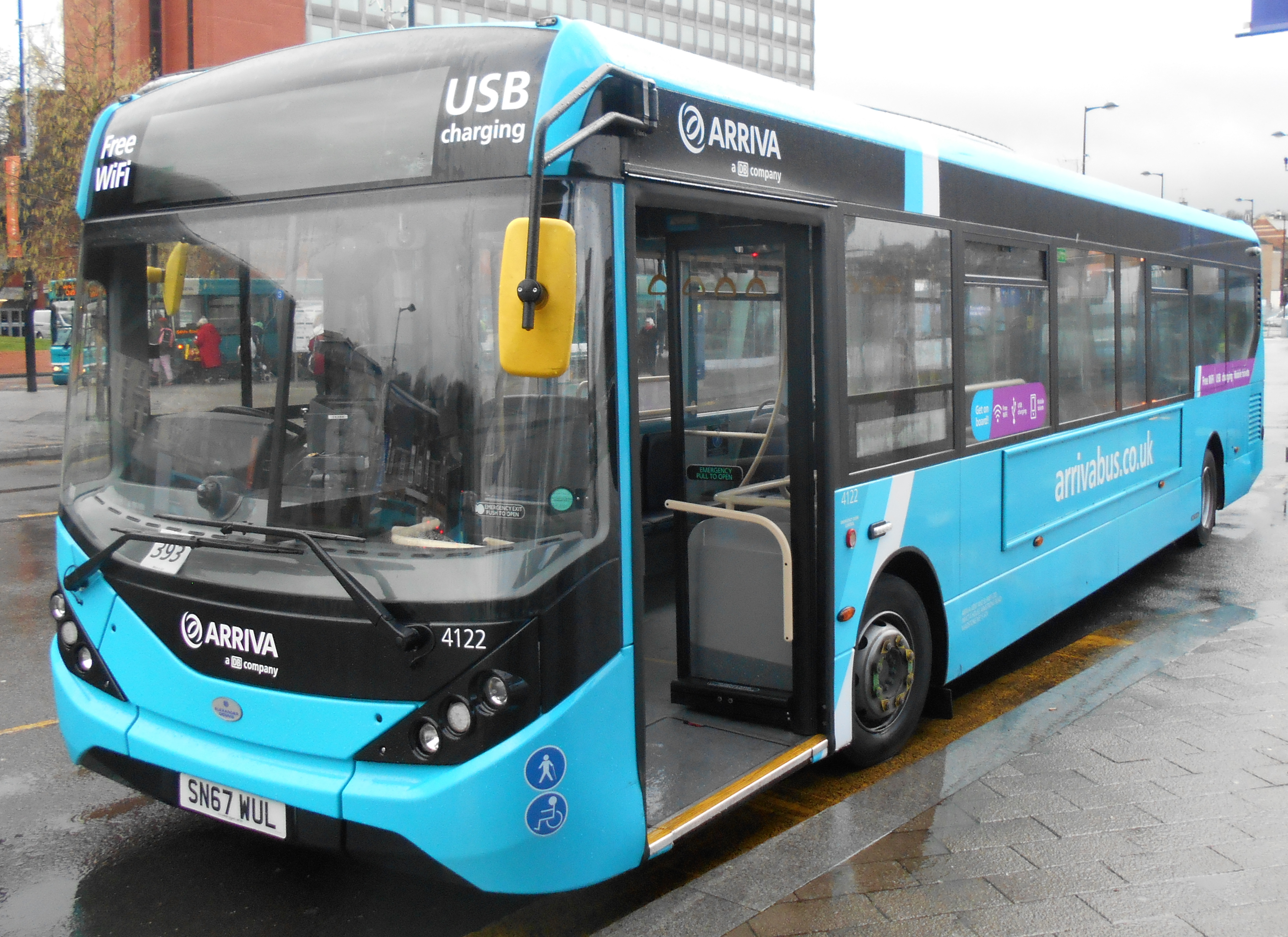
Alexander Dennis Enviro200 MMC на автостанции Chatham Waterfront

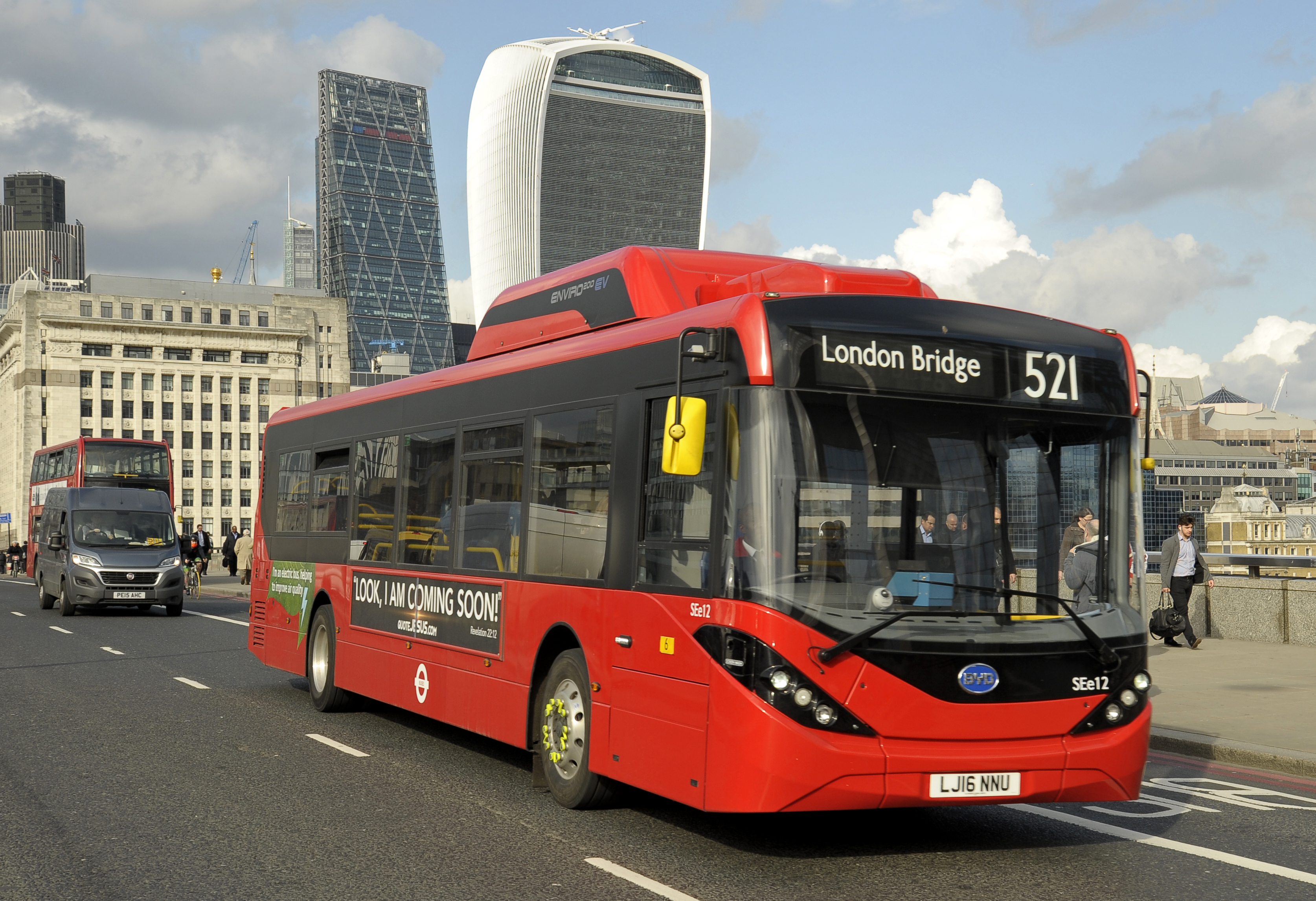
Электробус Alexander Dennis Enviro200 EV в Лондоне

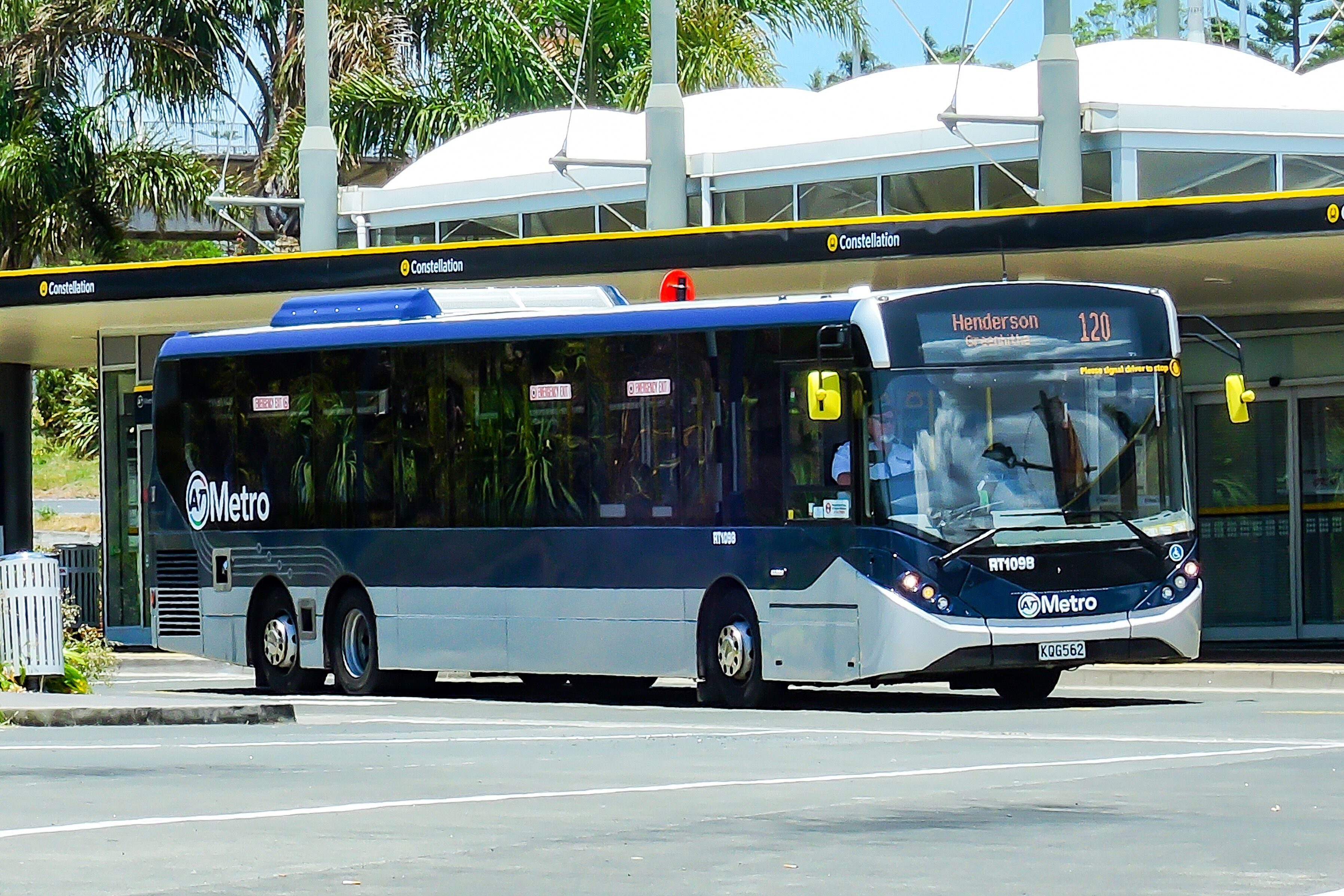
Трёхосный автобус Ritchie Enviro200XLB

Alexander Dennis Enviro200 MMC (Major Model Change) — коммерческий автобус среднего класса производства Alexander Dennis, предназначенный для эксплуатации в странах с левосторонним движением. Пришёл на смену автобусам Alexander Dennis Enviro200 Dart и Alexander Dennis Enviro300.

## История
Производство автобуса Alexander Dennis Enviro200 MMC началось в ноябре 2014 года. Эксплуатация автобуса началась в 2015 году. Также существует электробус модели Enviro200 EV, совместно разработанный компаниями Alexander Dennis и BYD.
С 2017 года производится также трёхосный вариант Enviro200 XLB.
В 2019 году началось испытание беспилотного электробуса в Соединённом королевстве. В 2021 году он обслуживал маршрут через Форт-Роуд-Бридж до станции Эдинбург-парк.